# 548690 Hazucha
548690 Hazucha è un asteroide della fascia principale. Scoperto nel 2010, presenta un'orbita caratterizzata da un semiasse maggiore pari a 2,7110743 au e da un'eccentricità di 0,1329301, inclinata di 6,45885° rispetto all'eclittica.